# Хринюк, Евгений Минович
Евгений Минович Хринюк (укр. Євген Минович Хринюк; 20 ноября 1929, Луцк, Польша — 22 мая 1978, Киев, Украинская ССР, СССР) — советский и украинский кинорежиссёр и сценарист.

## Биография
Евгений Минович Хринюк родился 20 ноября 1929 года в Луцке.
В 15 лет, его, будучи студентом Луцкого педагогического училища, вместе с двумя подростками — Юрием Патутой и Александром Сосицким, 13 марта 1945 года были арестованы органами НКВД СССР и обвинены в антисоветской националистической деятельности. 28 апреля 1945 года был приговорён к 10 годам тюремного заключения и отбывал наказание в Иркутской, Кемеровских областях и Архангельске, к 1946 году — в Одессе, а затем в Воркуте, там и познакомился с Алексеем Каплером, который дал ему основательное художественное образование.
В 1954 году уехал в Киселёвск, где временно проживала его сестра, там он с отличием закончил строительный техникум. В 1958 году он возвращается в Луцк и некоторое время работал на строительстве Гнидавского сахарного завода. Вскоре он поступил во Всесоюзный государственный институт кинематографии (сценарный факультет, мастерская Алексея Спешнева), который окончил в 1963 году.
После окончания ВГИКа работал на Одесской киностудии, потом — на Киевской киностудии им. А. П. Довженко. Выступил сценаристом ряда документальных, научно-популярных и художественных фильмов.
Его вторая режиссёрская работа, «Адрес вашего дома», была выдвинута на соискание Государственной премии Украинской ССР имени Тараса Шевченко в области кино, однако премия так и не была присвоена.
В марте 1978 года, Евгений Хринюк рассказал в одном из интервью о работе над фильмом «Белая тень», основанном на одноимённом романе Юрия Мушкетика. После его смерти, последний фильм режиссёра завершила Оксана Лысенко к 1979 году.
Умер 22 мая 1978 года в возрасте 48 лет в Киеве. Похоронен в Байковом кладбище.

## Фильмография

### Сценарист
- 1965 — Входящая в море
- 1967 — Поиск
- 1967 — Скуки ради
- 1971 — Тронка
- 1972 — Адрес вашего дома
- 1974 — Анна и Командор
- 1975 — Это было в Межгорье
- 1978 — Алтунин принимает решение
- 1979 — Белая тень

### Режиссёр
- 1967 — Поиск
- 1972 — Адрес вашего дома
- 1974 — Анна и Командор
- 1979 — Белая тень

## Фестивали и награды
- 1973 — Всесоюзный кинофестиваль (Алма-Ата)[6] — Вторая премия Николаю Крючкову за исполнение главной роли в фильме «Адрес вашего дома»[7][8]
- 1973 — Республиканский кинофестиваль «Человек труда на экране» (Жданов) — Приз зрителей фильму «Адрес вашего дома»[9][10]